# Vahadenia caillei
Vahadenia caillei är en oleanderväxtart som först beskrevs av A. Cheval., och fick sitt nu gällande namn av Otto Stapf, Hutchinson och Dalziel. Vahadenia caillei ingår i släktet Vahadenia och familjen oleanderväxter. Inga underarter finns listade i Catalogue of Life.